# Сад бароко

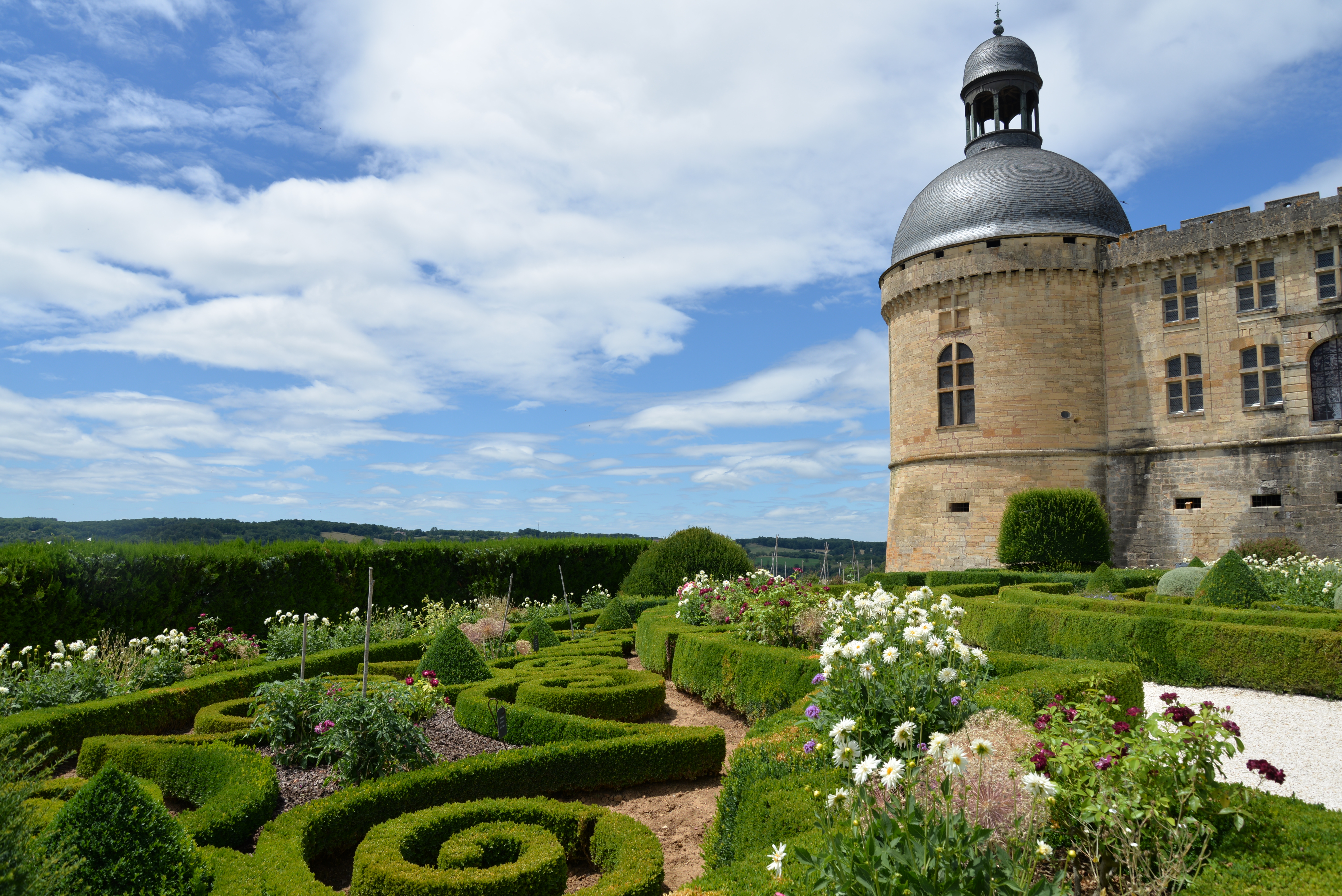
Сади шато Отфор, Франція

Сад бароко, також Регулярний сад, Французький сад — тип парку, якому притаманне симетричне планування, суттєва зміна природного ландшафту, широке використання в ньому будівель і скульптур, стрижка дерев і чагарників.
Протиставляється пейзажному, іррегулярному чи «англійському» парку.

## Характерні риси

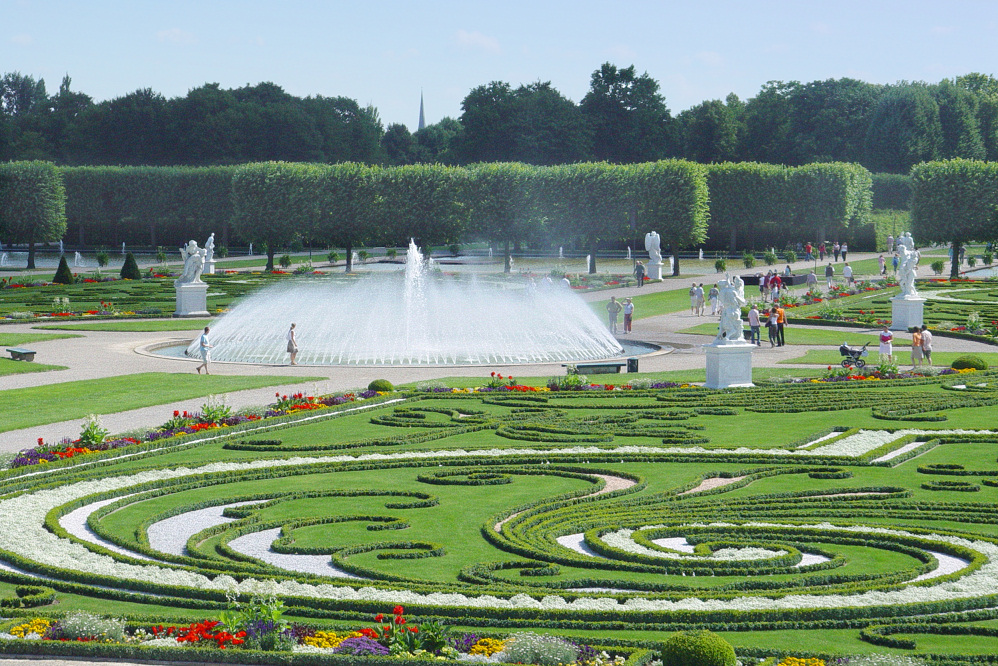
Сади Герренхаузен, Німеччина

Головна риса регулярного стилю — чіткість плану й строгість ліній. У насадженнях є чітко виражена основна вісь композиції — розташування елементів і конструкцій підкорене геометрії й симетрії. Найчастіше панорама такого парку міститься в одній площині. Якщо ж рельєф нерівний, то територія оформлюється у вигляді просторих терас, які закінчуються підпірними стінками і з'єднуються між собою широкими сходами. Головний вхід у парк регулярного стилю розташовується зазвичай в його нижній частині, а центральний елемент — у верхній. Для регулярного парку підбираються дерева й чагарники, що добре піддаються стрижці. За умови ретельного догляду, регулярні парки зберігають свою привабливість десятиліттями і навіть століттями. Цей стиль уважається основним при облаштуванні урядових резиденцій.
Його типові барокові елементи — це: партер з рослин, висаджених на ділянки в формі крапель, завитків, розеток; рабатки у вигляді смуг; і боскети з дерев. Доріжки складаються з гравію чи кам'яної кладки. Використовуються такі архітектурні елементи, як декоративні урни та горщики, решітки, перголи, альтанки. Колірна гама зазвичай холодна.

Перелік дерев включає такі, як бук, каштан, в'яз, граб і липа. В саду бароко регулярно прибирається опале листя, трава та живоплоти підстригаються. Розміщення квітучих рослин облаштовується так, щоб клумби квітнули впродовж більше, ніж одного сезону. Низькі рослини ростуть ближче до будівель, а високі — на віддалі від них. Водойми підтримуються з відкритою водною поверхнею, в якій відображається ландшафт, посилюючи симетрію.

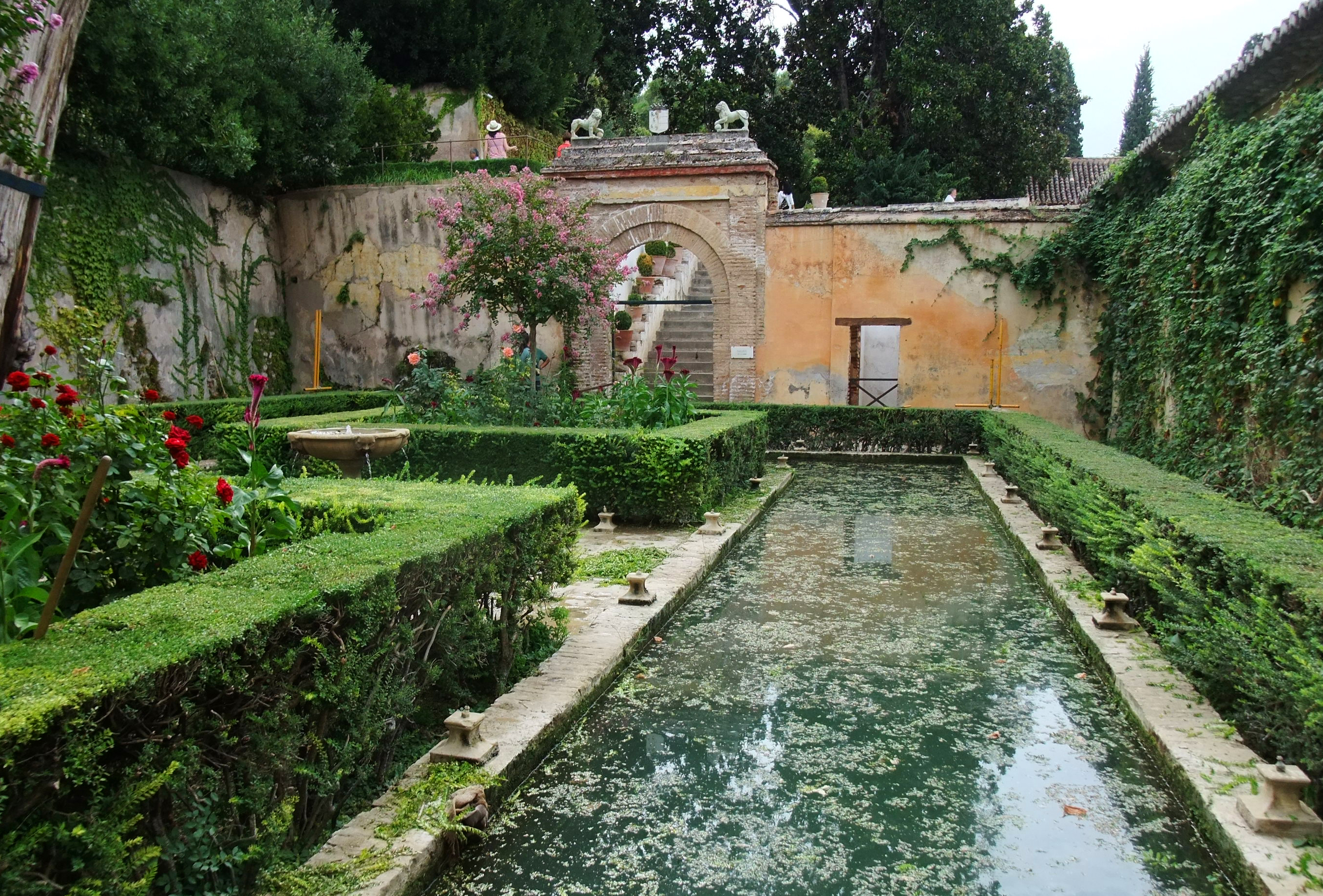
Генераліфе, Іспанія. Відновлена частина мусульманського саду

Попередником і пізніше варіантом регулярного саду є мусульманський (мавританський) сад. Центром у ньому зазвичай слугує водойма або фонтан, від якого на різні сторони світу розходяться алеї або канали. Ці «ріки» ділять сад на чотири рівні частини, а в центрі кожного квадрата знову міститься джерело води. Якщо сад великий, то більші квадрати діляться на чотири менших. Мавританському стилю притаманні пишність клумб, зелені кущі дерев, сильний аромат квітів і надзвичайно гарне мозаїчне оздоблення не тільки майданчиків для відпочинку, але й дна дрібних видовжених басейнів. Характерна риса мавританського саду — відсутність газону. Якщо ж і виділяється частина саду під газон, то в ньому лише кілька зелених злаків, решту рослинності складають різні види маків, ешольція, іберіс, дрібні ромашки ромену й піретруму. Такий газон сіють під ажурною кроною дерев, уздовж білих кам'яних огорож і косять лише раз — після закінчення цвітіння.

## Історія

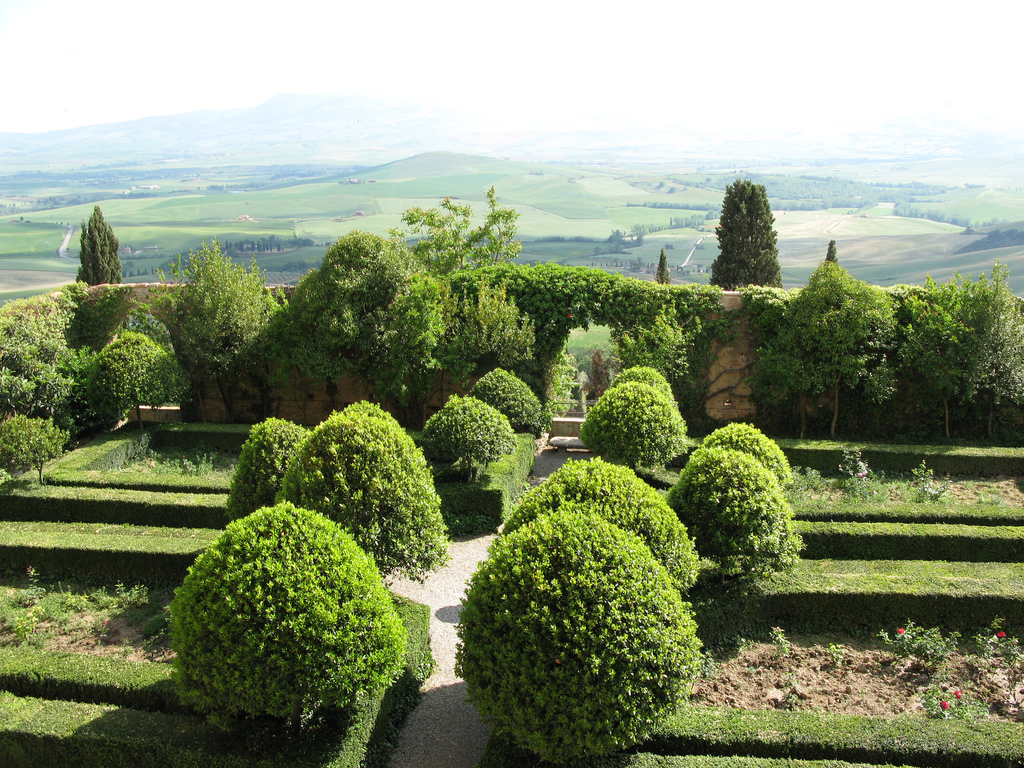
Сад палаццо Пікколоміні

### Італійське походження
«Французький» стиль садово-паркового мистецтва сформувався під впливом італійських садів. У традиційному італійському саду ростуть вічнозелені рослини (лавр, самшит, туя, кипарис, мирта), а квітучі рослини розташовані точними лініями. Також є виткі рослини (наприклад, жасмин або гліцинія); підсаджені трави, такі як розмарин і лаванда, і містяться природні камені. Своєю чергою витоки італійського саду перебувають у перських царських садах, які символічно зображали весь світ, розділений чотирма річками: Тигр, Євфрат, Пішон і Гіхон. Починаючи з VII ст. така композиція надихала мусульманський світ від Індії до Іспанії, зокрема сади мавританського типу, поділені каналами на квадрати.
Італійські сади планувалися у зв'язку з палацами та віллами, забезпечувалися численними архітектурними елементами, такими як монументальні сходи та високі тераси, засаджені квітучими партерами. Типовими прикладами слугують сади вілли Гарцоні, засновані в 1652 році в Коллоді. Естетичне значення садів стало переважати над продовольчим. Продовжуючи ідеї давньоримського декоративного садівництва та монастирських садів, ці насадження вважалися місцем спокою, що дозволяло знайти притулок від метушливого та галасливого міського життя.
У XIII ст. італійський ландшафтний архітектор П'єтро де Крещенці написав трактат під назвою «Opus Ruralium Commodium», де виклав плани садів, прикрашених топіарними скульптурами, деревами та кущами, дотримуючись традиції, започаткованої римлянами. В 1373 році французький король Карл V замовив французький переклад, завдяки чому італійський стиль почав з'являтися у Франції. Іншим впливовим автором був Леон Баттіста Альберті, який у 1450 році написав трактат «De re aedificatoria» для Лоренцо Медічі. Альберті використовував геометричні принципи римського архітектора Вітрувія для проєктування фасадів будівель і садів. Він запропонував, щоб перед будинком містився сад, у якому були б різні архітектурні прикраси. Архітектор Браманте запровадив ідею перспективи, використовуючи довгу вісь саду, перпендикулярну до палацу, для розміщення партерів і фонтанів. Популярний роман ченця Франческо Колонни «Сон Поліфіла», опублікований у Венеції в 1499 році, алегорична подорож мандрівника Поліфіла до фантастичних країн у пошуках своєї коханої Полії, справив великий вплив на сади того часу. Звідти походять ідеї «саду-острова» в озері, наприклад, у садах Боболі у Флоренції, статуї велетнів, що виходять із землі в парку Вілла ді Пратоліно, а також тема саду-лабіринту.

### Франція

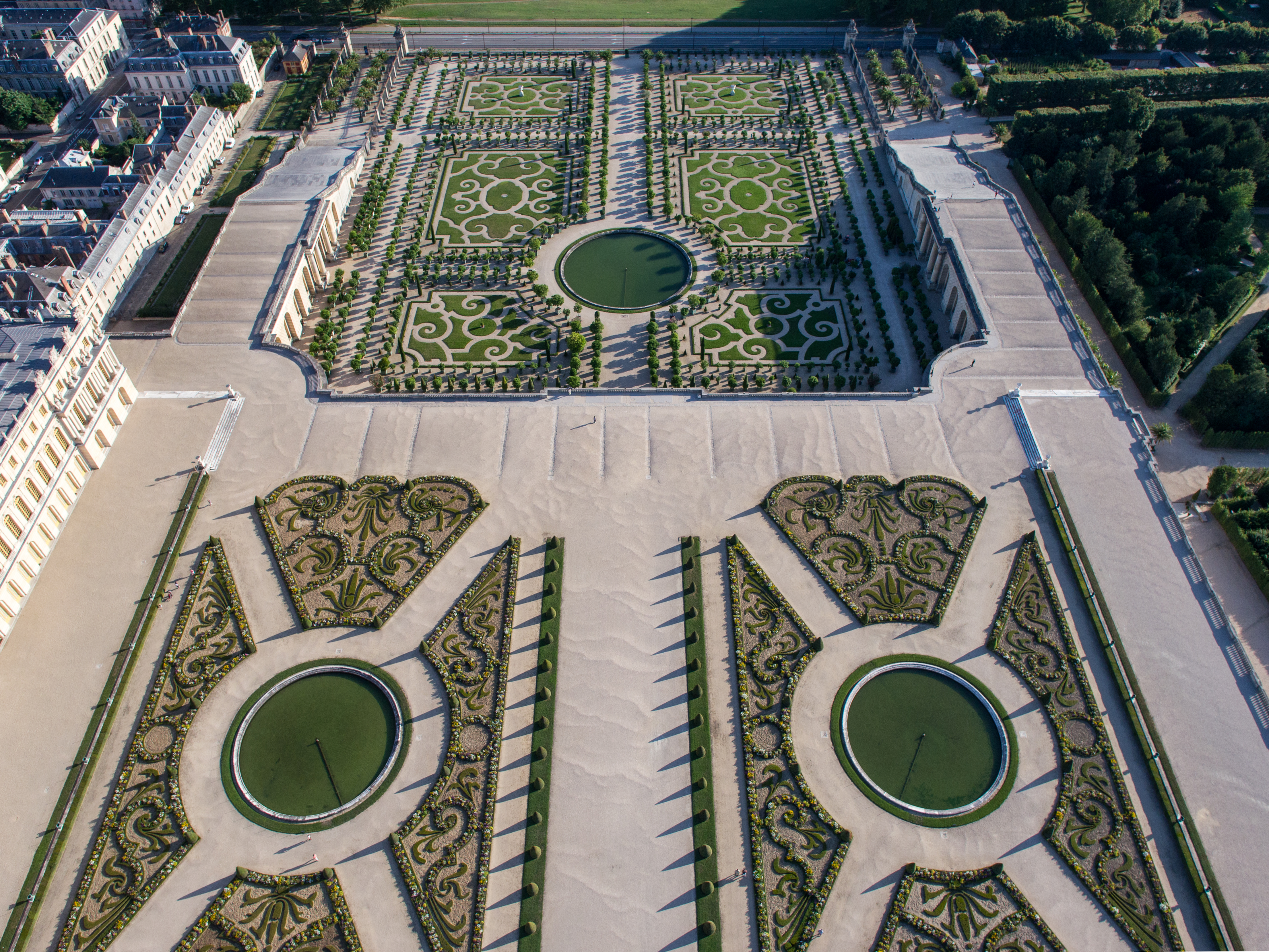
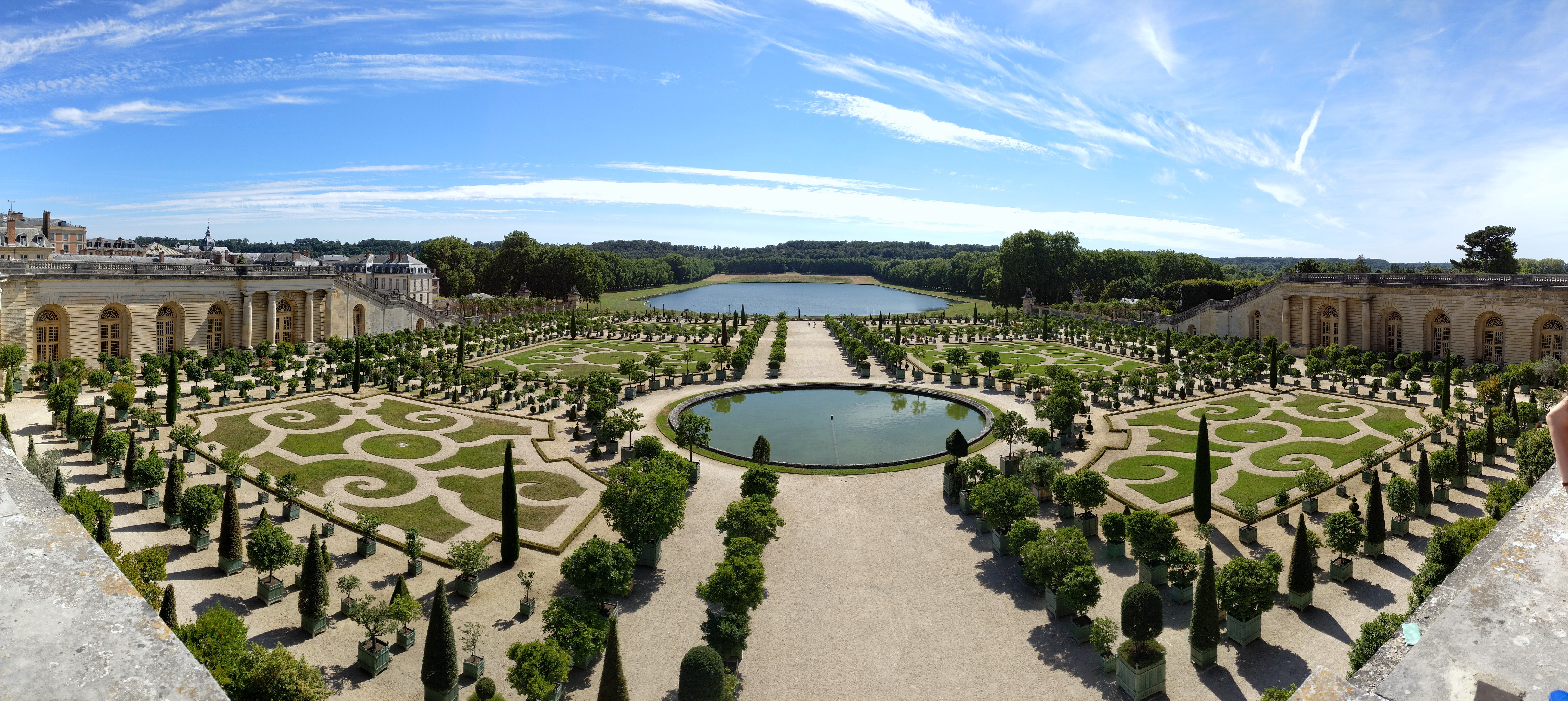
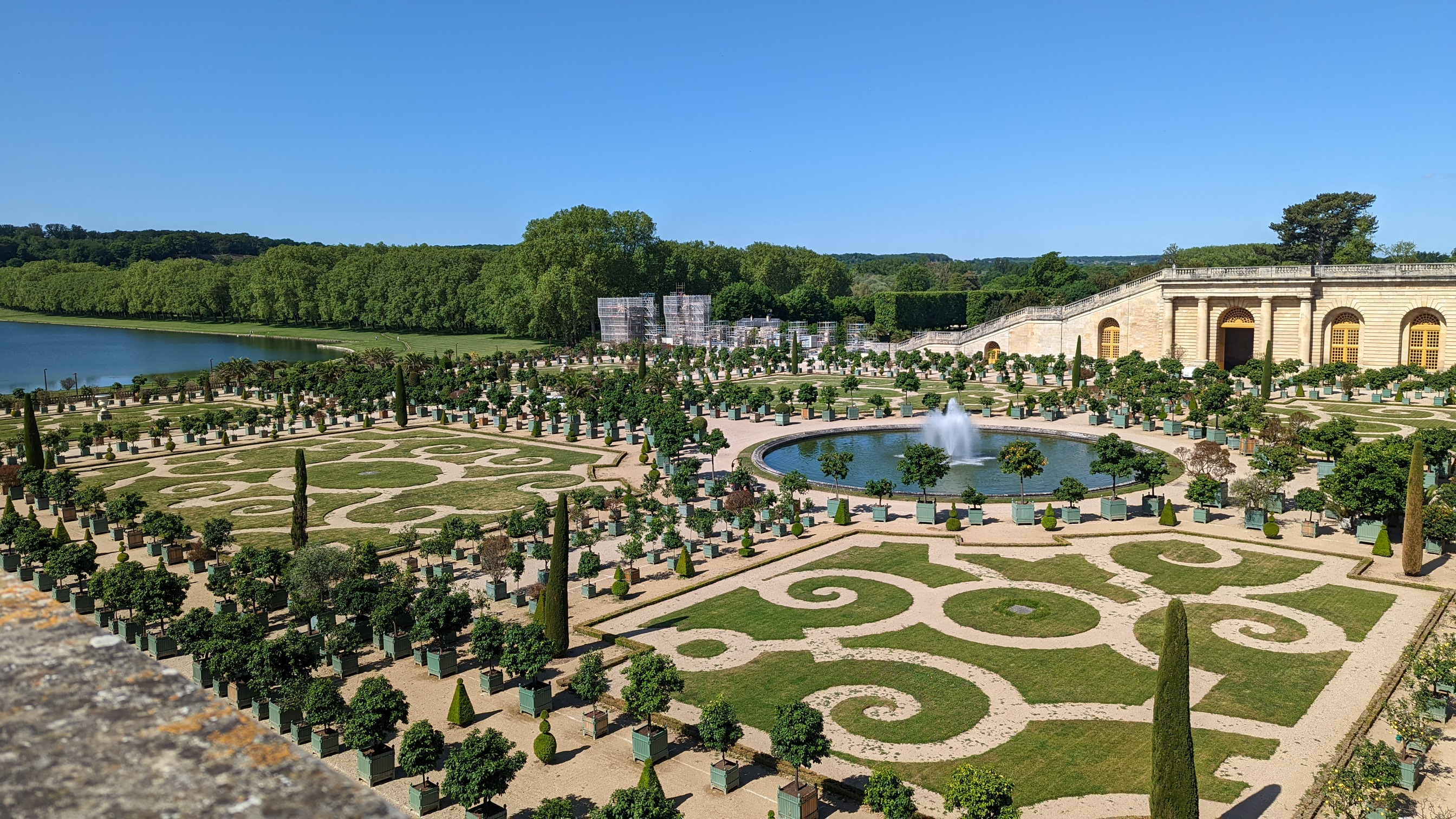
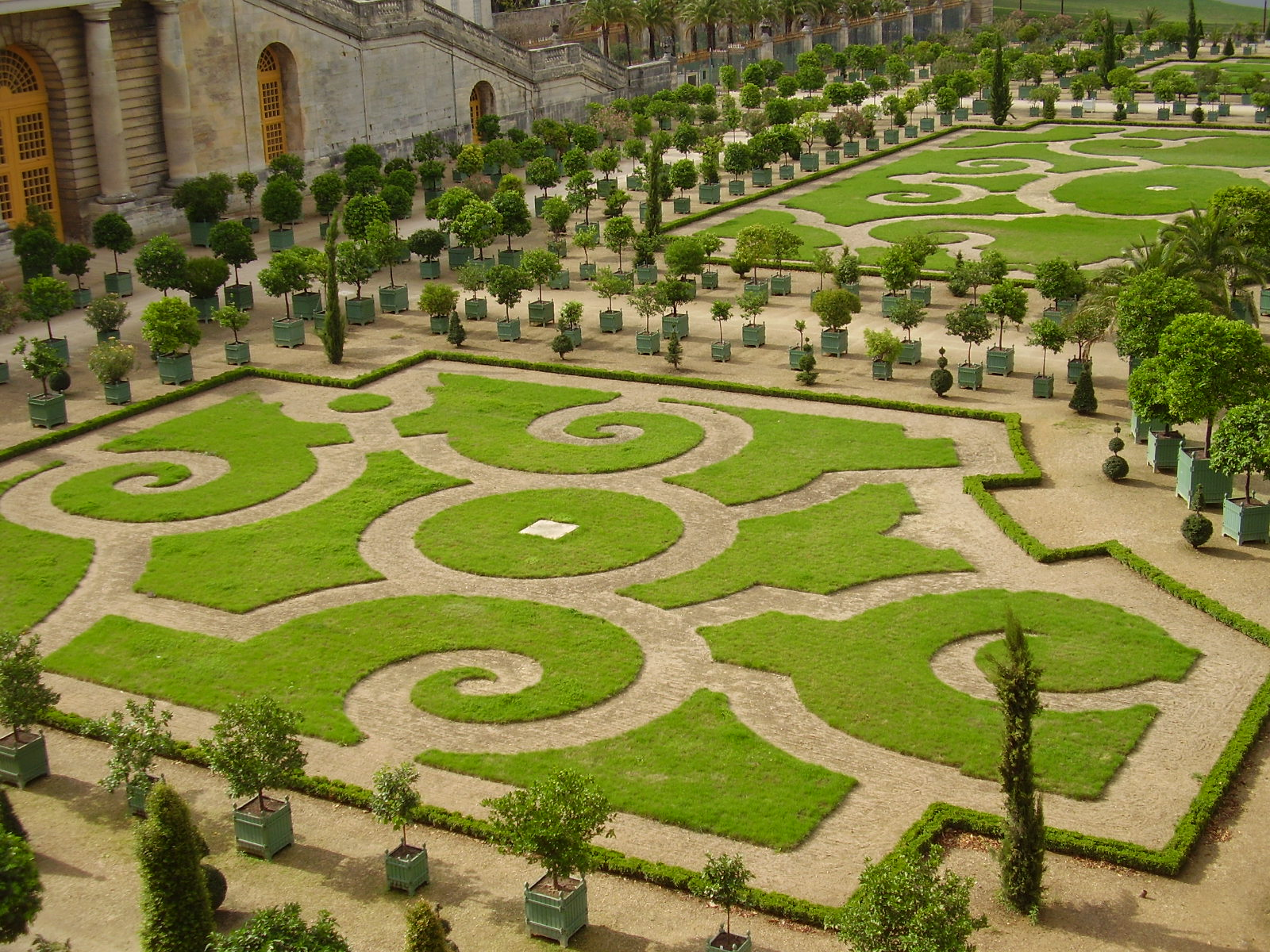
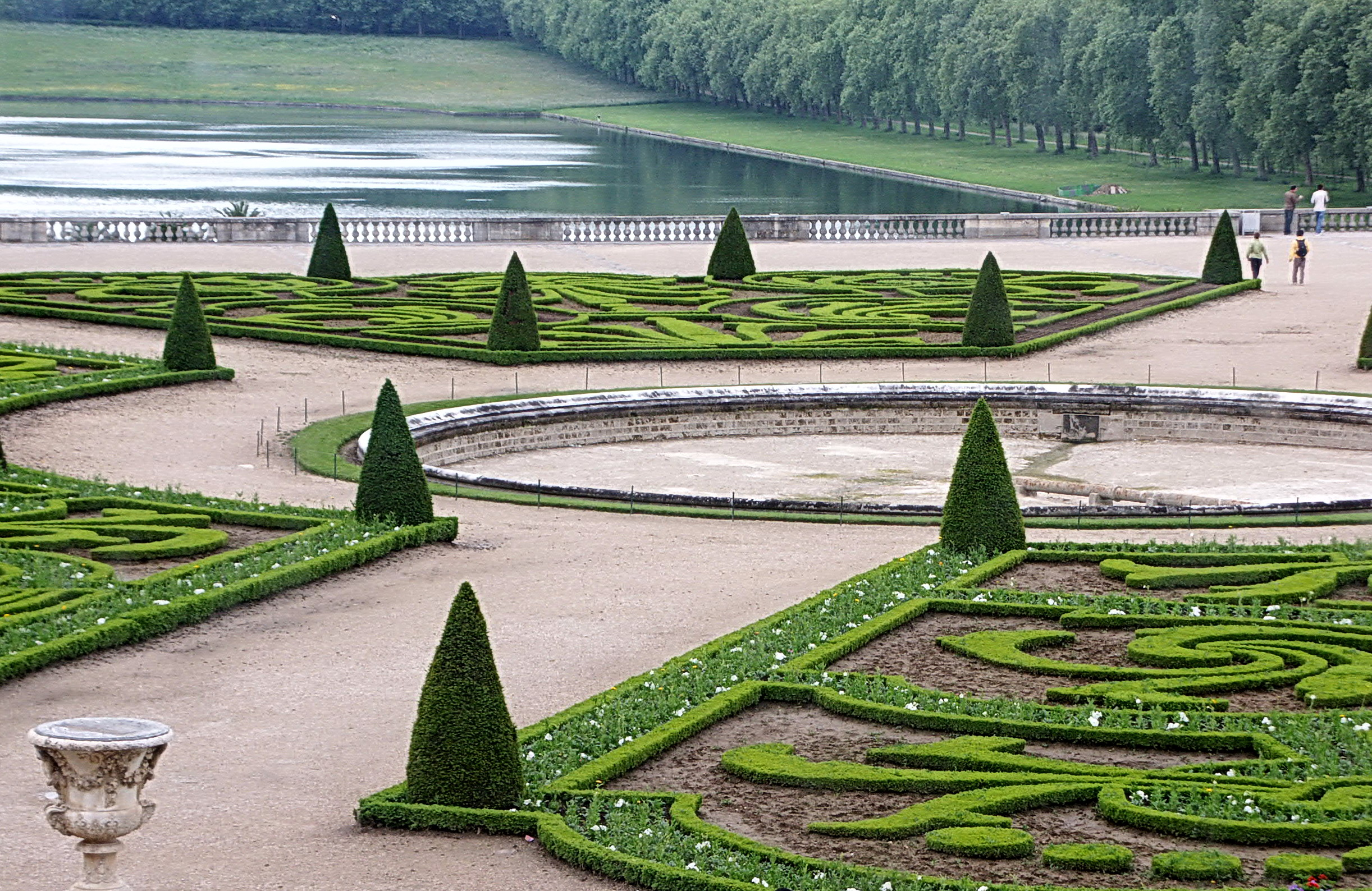
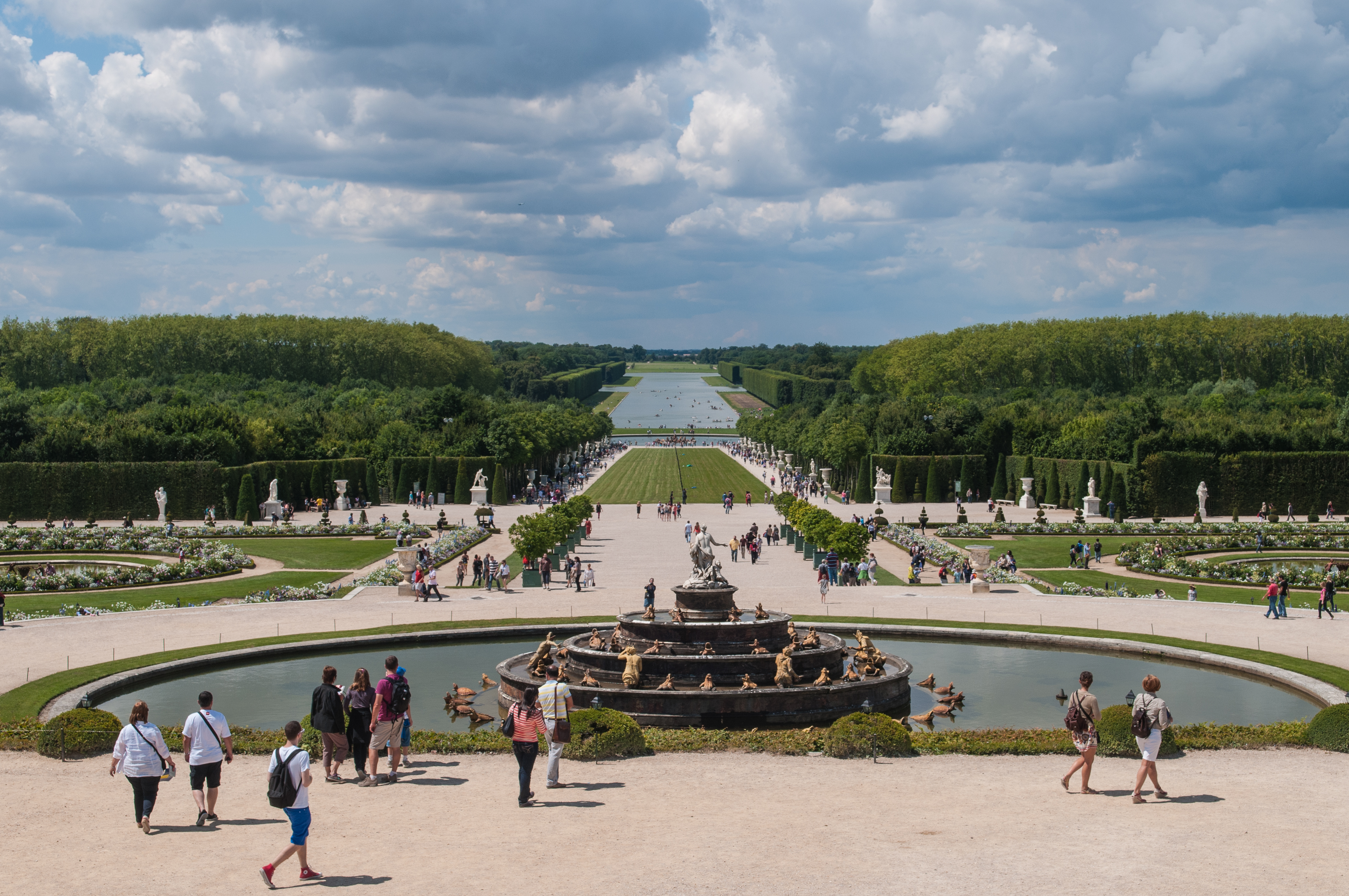

Французьке вторгнення в Італію в останній чверті XVI та першій чверті XVII століть сприяло поширенню у Франції садів італійського типу. Перший сад нового виду, симетрично узгоджений з житлом, з'явився в замку Анет і був спроєктований архітектором Філібером Делормом, хоча й лишався за суттю середньовічним садом. Розвиток облаштування саду відбувся на території Дамп'єра, де рів, який раніше оточував французькі замки, став декоративною водоймою. Обидва аспекти нового дизайну саду — узгодження з житлом і розширення вздовж центральної осі — були об'єднані в замку Рішельє (1631), а пізніше у Во-ле-Віконт (завершено в 1661), замку Ніколя Фуке, міністра фінансів. Потім надбання митців замку Фуке, зокрема Андре Ленотра, використав молодий Людовик XIV, розпорядившись про будівництво Версальських садів. Деякі інші відомі французькі сади включають сади Во-ле-Віконт, сади Шато де Вілландрі та сади садиби Еріньяк.

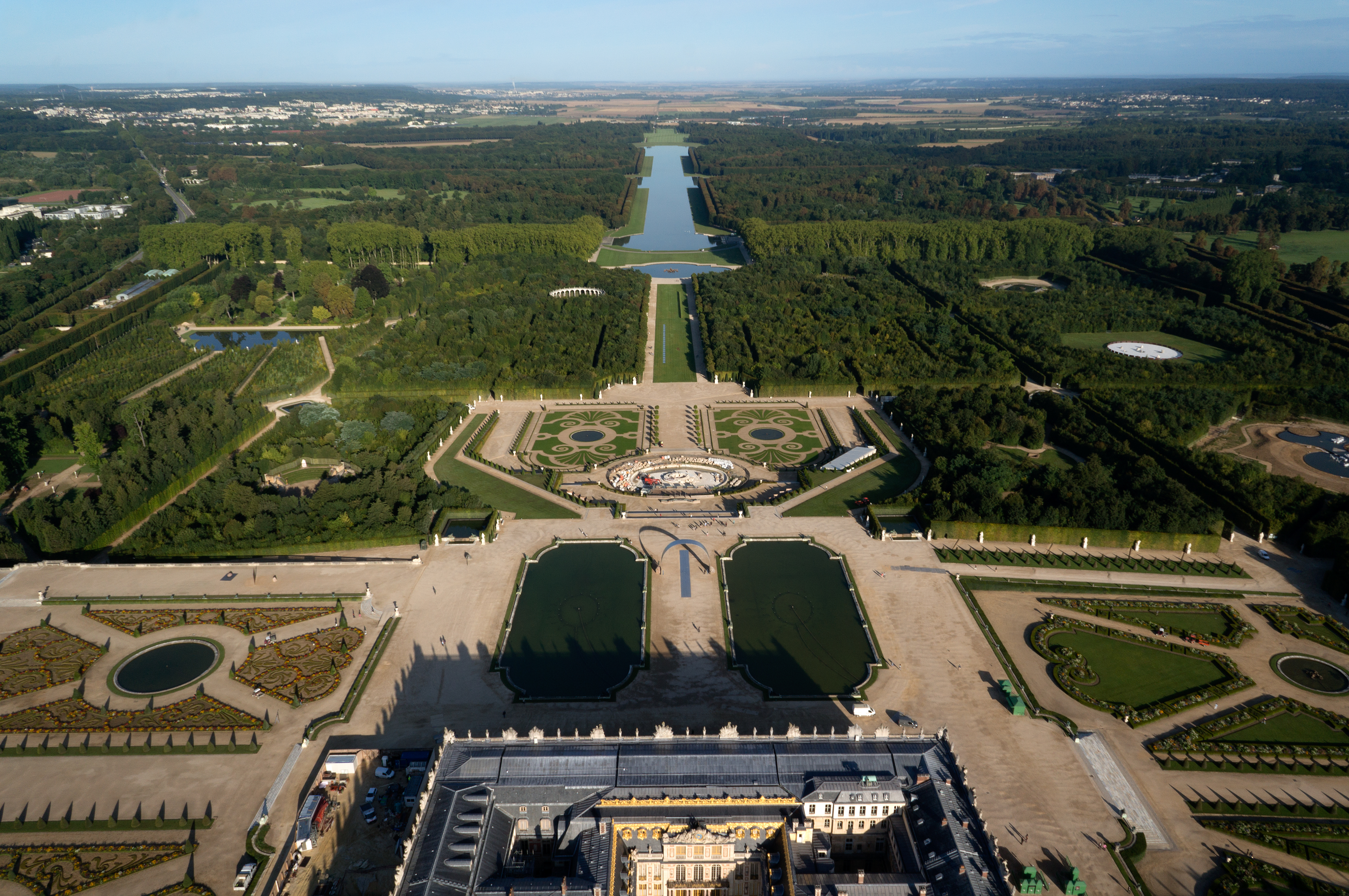
Версальські сади

Французький варіант італійського саду розвивався на рівнинах Північної Франції, що зумовило спосіб його облаштування. Масив крутих терас, з'єднаних сходами, переважав у Франції лише в Сен-Жермен-ан-Ле, де існував відповідний ландшафт. В інших місцевостях сади розбудовувалися вшир, симетрично до центральної вісі, на якій містився круглий майданчик. Французький сад XVII століття характеризувався використанням перспективи, досягав цього за допомогою фонтанів, партерів і менших садів, розташованих у боскажах (лісистих огородженнях), які оточували центральну вісь.
У XVIII ст. Антуан-Жозеф Дезальє д'Арженвіль визначив принципи та методи оформлення французького саду у своїй «Теорії та практиці садівництва», опублікованій 1709 року. Вона сприяла поширенню смаку до симетричного саду, який проіснував у Європі більшу частину XVIII ст.
У середині XVIII ст. набули популярності англійський ландшафтний сад, і китайський сад, привезений до Франції священиками-єзуїтами з двору імператора Китаю. Ці стилі відкинули симетрію на користь наслідування природи та сільських сцен. Це ознаменувало появу у Франції «jardin paysager», або ландшафтного саду, який був натхненний не архітектурою, а живописом, літературою та філософією.

У Франції регулярний сад зазнав відродження наприкінці XIX та на початку XX ст., оскільки втілив образ самобутності Франції.

### Англія

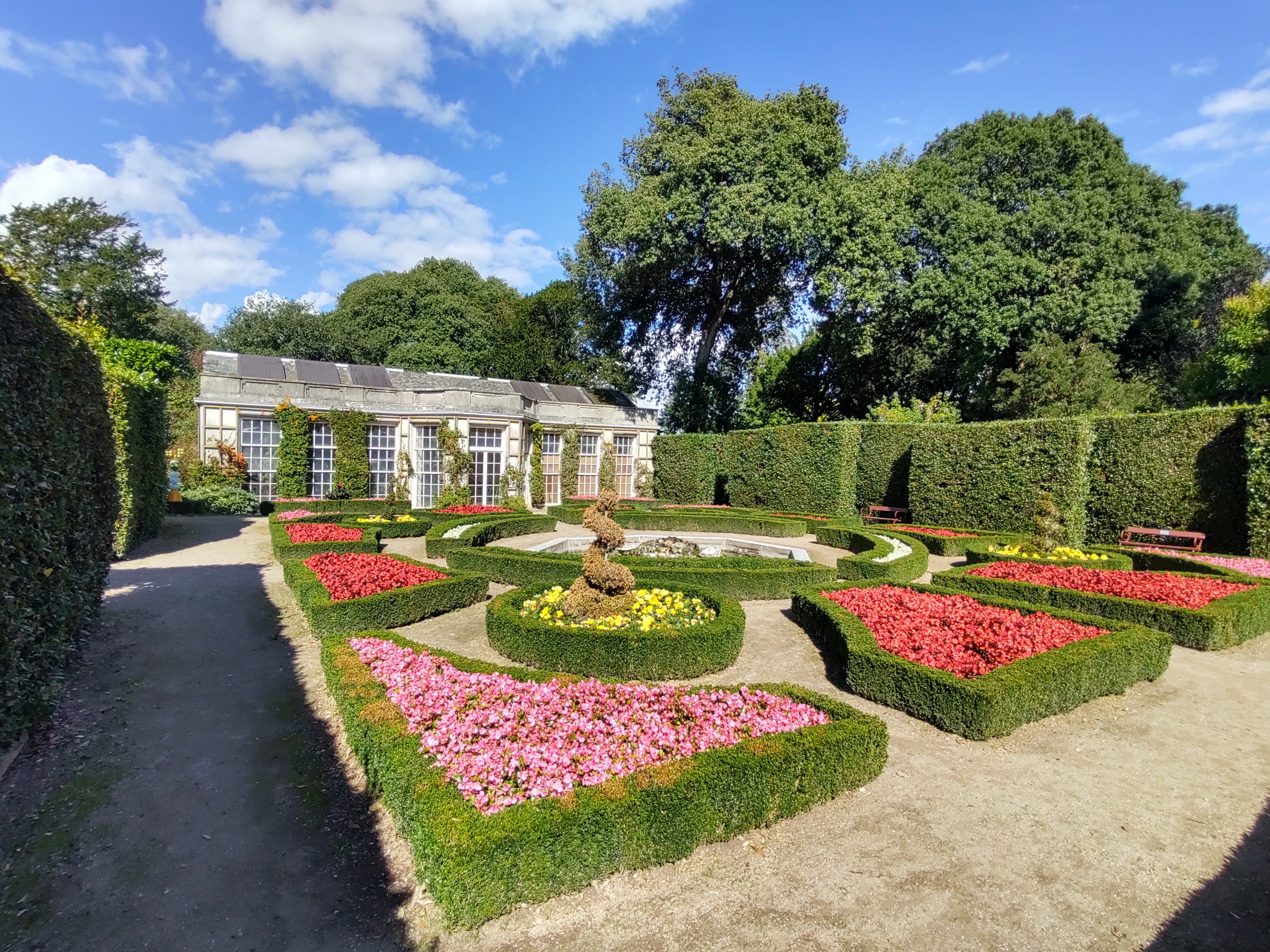
«Французький» сад у Корнволлі

Італійське положення про те, що «посаджені речі повинні відображати форму побудованих речей», забезпечило відання садів архітекторами. В англійських садах проте робився акцент на газонах і гравійних доріжках. У XVIII ст. відбувся відхід англійських садів від штучності, натомість вони стали імітувати природний ландшафт. Літератори, зокрема Александр Поуп і Джозеф Аддісон, почали сумніватися в доцільності штучних форм на користь відтворення довільності. Художник і архітектор Вільям Кент разом з Річардом Бойлем, створили в 1734 році в Чизвік-хауз сад із звивистим струмком і «нерегулярною» доріжкою. У Стоу, графство Бакінгемшир, оригінальний замкнутий геометричний сад змінювався протягом багатьох років, поки не було досягнуто зовсім іншої, «нерегулярної» форми з більш природним виглядом дерева, а великий водний простір було перетворено на два озера неправильної форми.
Об'єднання парку та саду було фактично завершено Ланселотом Брауном (1715—1783). Він встановив естетику, згідно з якою хвиляста лінія є «природною» і що це «лінія краси», використовуючи невелику кількість скульптур і мало будівель, зосереджуючись на проєктуванні ландшафтів відповідно до природних гармоній та градієнтів. Його пейзажі складаються з трав'яних просторів, водойм неправильної форми та дерев, розташованих поодинці та купками.
Хоча прихильники нової англійської школи садового дизайну погоджувалися у своєму неприйняття прямої, класичної лінії та геометрично впорядкованого саду, вони не погоджувалися щодо того, яким має бути «природний» сад. Представники «мальовничої» школи на чолі з сером Ведейлом Прайсом і художником Вільямом Гілпіном, стверджували, що «натуралізм» браунівців був не менш неприродним, ніж геометрична регулярність Версаля. На їхню думку, круті схили, скелясті прірви та гнилі стовбури дерев були більш доречними для природного саду, ніж величезні хвилясті луки, акцентовані тісними купками густо посаджених дерев.
Розвиток світової торгівлі та подорожей принесли в Європу кінця XVIII століття потік екзотичних рослин, період цвітіння яких значно подовжив потенційний сезон квітників. У більшості садів вирощували квіти, але доступність нових рослин стала першим кроком до появи ботанічних садів. Гемфрі Рептон популяризував відкриті тераси з видом на парк. Дж. К. Лоудон у середині XIX ст. . закликав забрати садівництво з рук архітекторів, художників і залишити його професійним садівникам. Архітектор сер Реджинальд Бломфілд виступав за критичне ставлення до планування та посадки садів. Його власний сад у Ґраветі створювався за принципом, що рослини самі краще «знають», де їм рости.

### Голландія
Французьке культурне панування в Європі на початку XVIII ст. призвело до майже повсюдного прийняття Версаля як зразка для палацових садів. У Голландії приклад французького саду також наслідувався, хоча місцеві умови та національний темперамент призвели до регіональних відмінностей. Оскільки голландські канали були жвавими магістралями, вони зазвичай оточували сади, а фонтани були менш поширені. Камінь був дефіцитним, тож тераси зазвичай утримувалися дерном, а не мурованими підпірними стінами, а скульптури часто виготовлялися зі свинцю. Навіть найграндіозніші голландські сади XVII століття невеликі, порівняно з їх французькими та англійськими еквівалентами, через високі ціни на землю. Проте, вони часто поєднують той самий набір елементів і вирізняються численними ставками, каналами й живоплотами. Монументальні садові урни та вази, наповнені найбільш екзотичними рослинами, підкреслюють регулярність і геометрію планування саду. Кольори нейтральні, багато сірого, чорного та білого. Дизайн голландського саду включає довгі прямі лінії та прямокутні елементи. Для голландського саду характерні весняні квіти: тюльпан, нарцис, крокус, пролісок, анемона, а також лілії, троянди, гвоздики, іриси. Деревам і кущам стрижкою надавалися скульптурні, декоративні форми.
Сади палацу Гет-Лоо в Нідерландах, закладені учнем Андре Ленотра, Данієлем Маро, за правління Вільгельма III, були виконані в стилі Версальських садів. Інший відомий приклад «голландського» саду розташований у Гемптон-Корт в Англії.

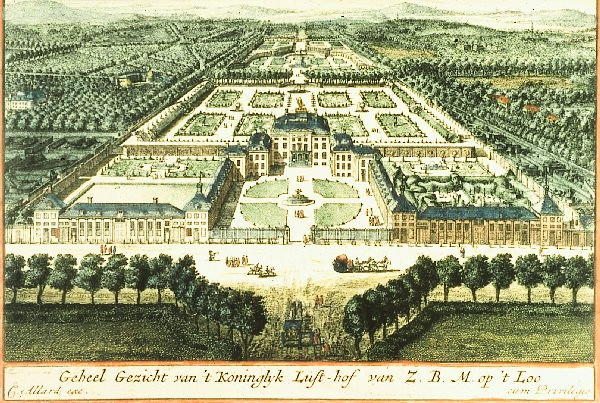
Палац і сад Гет-Лоо.
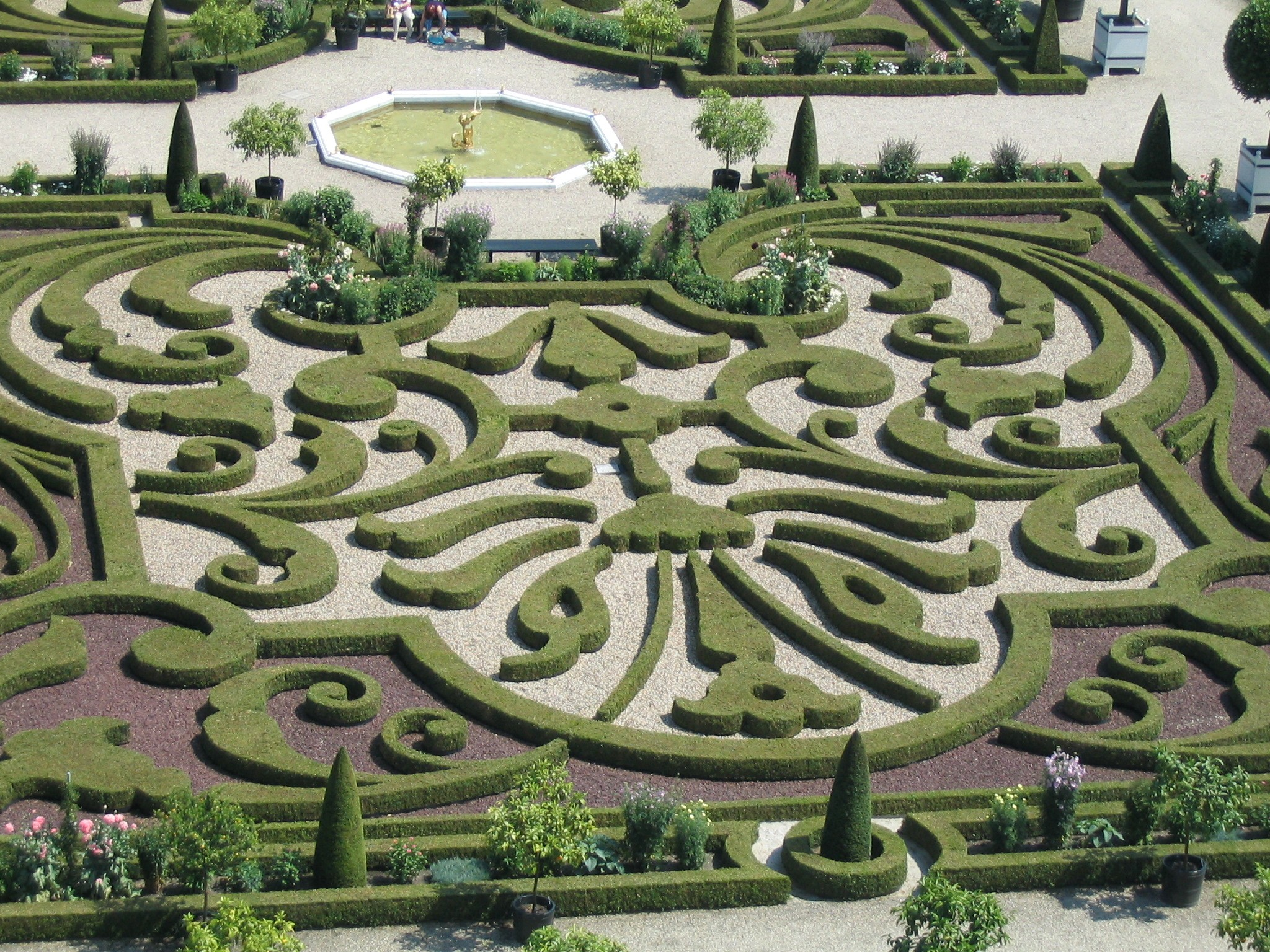
Мереживний партер саду в Гет-Лоо.
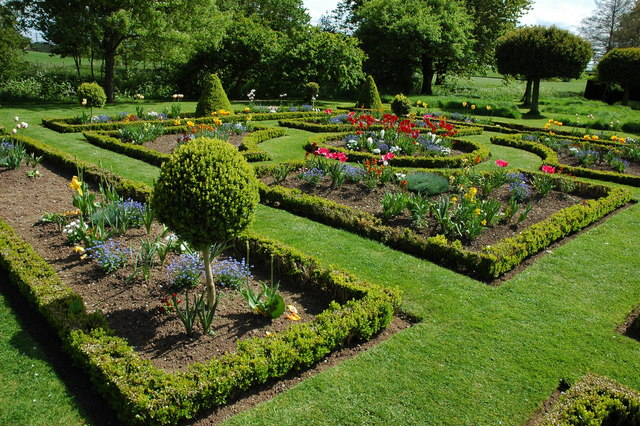
«Голландський» сад у Вестбері-он-Северні, графство Глостершир, Англія
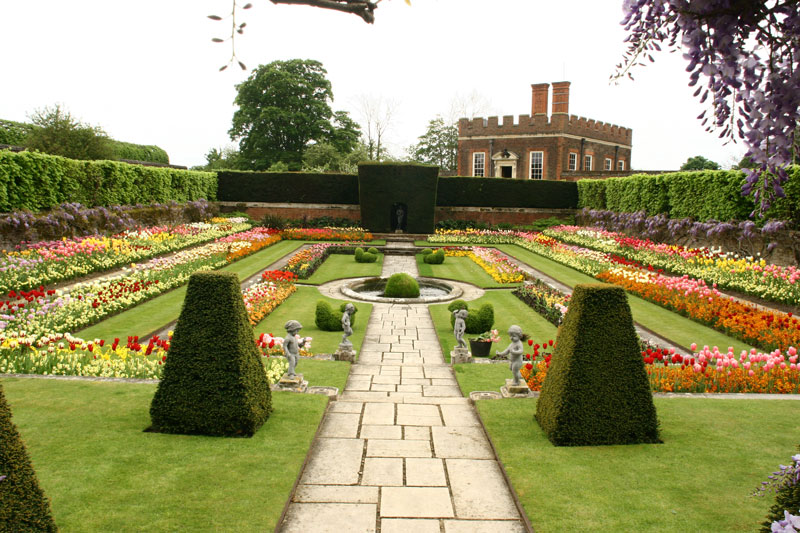
«Голландський» сад у Гемптон-корт, Англія

### Росія

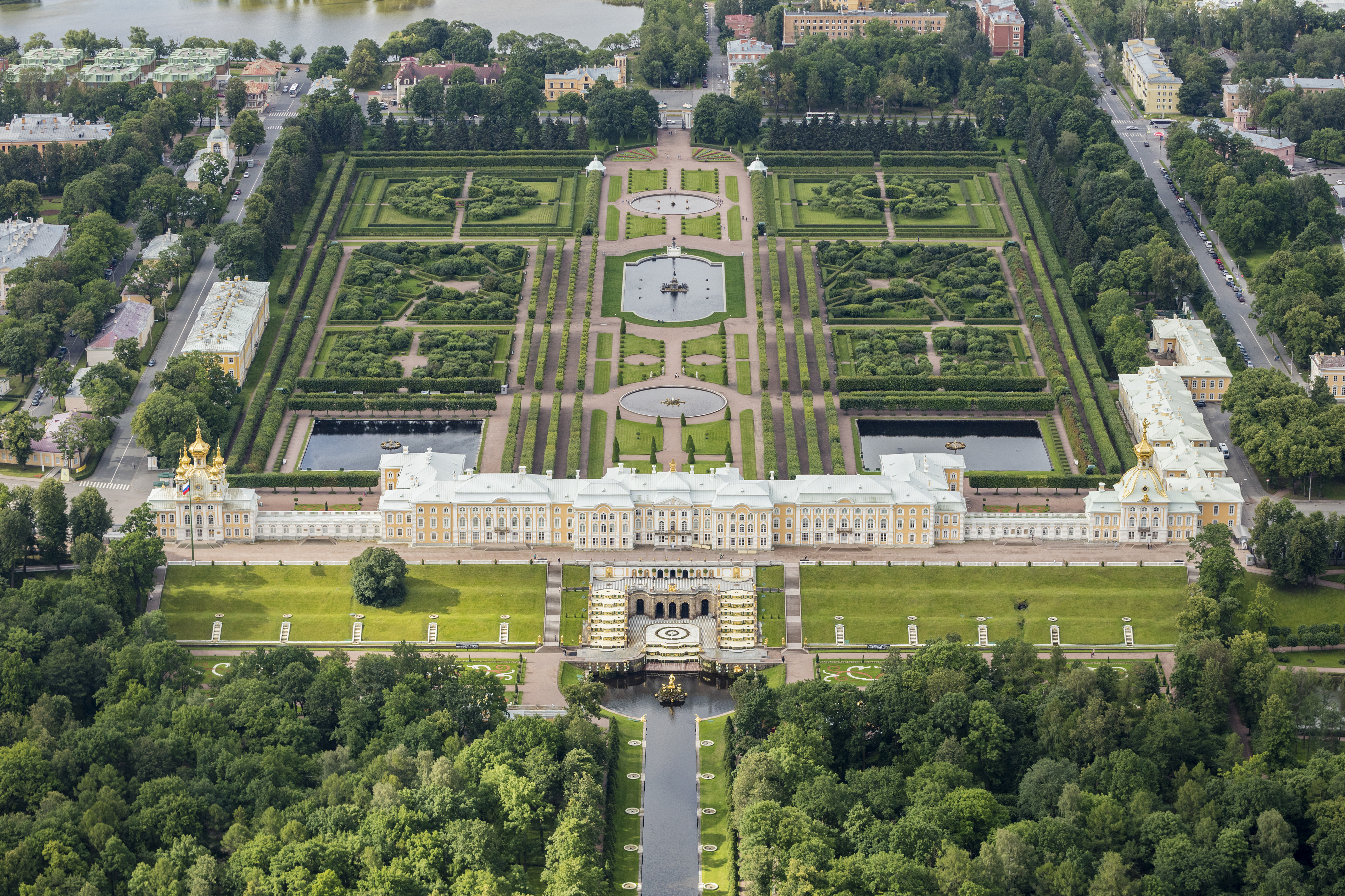
Петергофський парк

Витоки російських формальних садів лежать у монастирських садах. У Москві садівництво стало розвиватися з початку XIV в. на схилі Кремлівського пагорба, де біля Москви-ріки було влаштовано садок митрополита Олексія. Відомо про численні палацові сади в Москві та в околицях у XV—XVII ст. За Петра I, що подорожував по Франції, Німеччині та Голландії, запозичуючи тамтешню моду, сади вельмож втрачають господарське значення, перетворюючись на парки. Було закладено парки у Петербурзі: Петергоф, Стрєльна, Оранієнбаум, Літній сад та інші.
Літній сад був закладений за зразком регулярних садів XVIII ст. із симетрично розташованими алеями, фігурною стрижкою дерев та чагарників, партерними квітниками, декоративною скульптурою, фонтанами. За Петра I він слугував царською резиденцією. Правління Катерини II позначилося закладенням садів у Петербурзі, Москві та інших містах, а також у поміщицьких садибах: Юсуповський, Голіцинський, Шереметьєвський.
З середини XVIII ст. в Росії стала поширюватися західна тенденція до нехтування «французькими» парками на користь «англійських».
В СРСР, починаючи з 1920-х, парк виражав ідеали очікуваного комуністичного майбутнього, але включав елементи попередніх епох. Прикладом радянського парку є парк імені Горького в Москві, відкритий у 1928 році, що передає ідею перетворення світу людиною своїм геометричним плануванням, скульптурами та фонтанами. Радянські парки задумувалися як місце для відновлення сил задля подальшої праці, місце ведення пропаганди, занять фізкультурою, публічної освіти. З'явилася характеристика таких місць «парк культури та відпочинку». Він повинен був слугувати ознакою неминучості настання комунізму. Проте за «Хрущовської відлиги» і Брежнівського застою діяльність парків у СРСР стала зміщуватися до розваг, у них з'явилися атракціони, а ідеологічна складова їхнього планування слабшала. Після розпаду СРСР багато парків занепали.

### В інших країнах

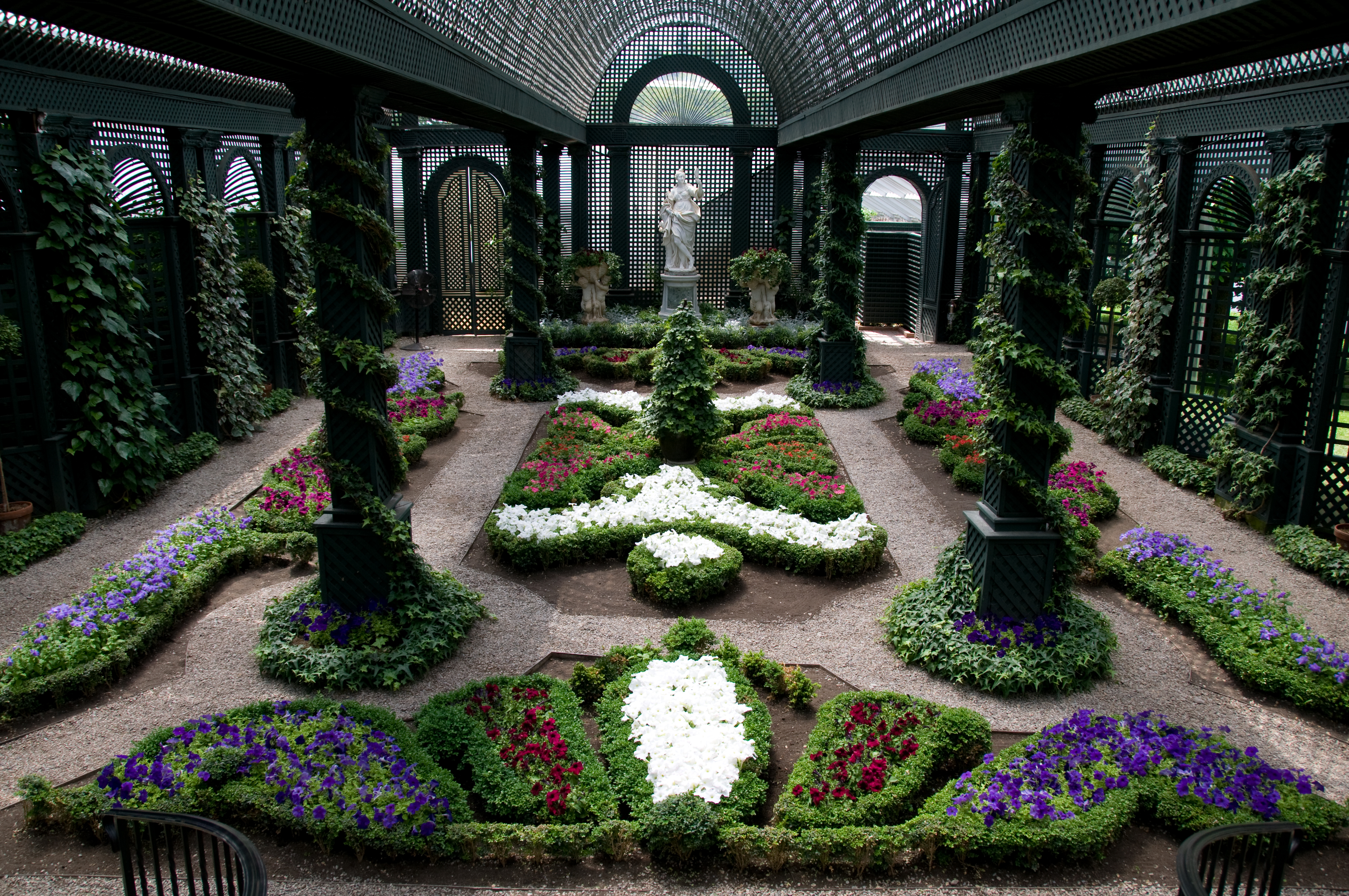
Критий «французький» сад у Нью-Джерсі, США

Філіп V Іспанський, онук Людовика XIV, який провів своє дитинство у Версалі, запровадив сад бароко в Іспанії. На початку XVIII ст. він заклав сад за зразком Версаля в королівському палаці Ла Гранха де Сан Ільдефонсо, неподалік від Сеговії. Нерівний ландшафт ускладнював створення великих партерів, але забезпечував велику кількість водойм. Його наступник Карл V Іспанський створив сад у стилі бароко в Неаполітанському королівстві, яким він правив, недалеко від Неаполя. Сад був оточений пагорбами, тоді як палац оточували канали, фонтани та геометричні партери, прикрашені низькими живоплотами.
У той час як у Європі були популярні «англійські» сади, сад палацу Шенбрунн у Відні, побудований для Леопольда I, і сад Палацу Дроттнінгхольм у Швеції, спроєктований Нікодемусом Тессіном для вдовуючої королеви Ядвіги Елеонори в 1681 році, зберегли «французький» стиль.
У Північній Америці декоративні сади засвоювалися повільно. Прямолінійний стиль, популярний у Європі наприкінці XVII та початку XVIII століть, зберігався як наслідок потреби відчувати, що людина може оволодіти світом, який досі був майже неприборканим. Міські сади Вільямсбурга (започатковані в 1698 році) були типовими для англо-голландських міських садів, які критикувалися усюди в Європі XVIII століття, крім Голландії. А в Бельмонті в Пенсільванії ще в 1870-х роках було створено садові лабіринти, топіарії та статуї в стилі, який був популярний в Англії за 200 років до того.

## Сади бароко в Україні
Садово-паркове мистецтво України походить із монастирських і княжих садів, про які відомо з середини XI ст. У них виділялися садові частини з лікарськими рослинами, плодовими деревами, декоративні та квіткові ділянки. У середині ХVІІ століття Патріарх Макарій з Антіохії, відвідуючи Київ, був вражений величезною кількістю садів.

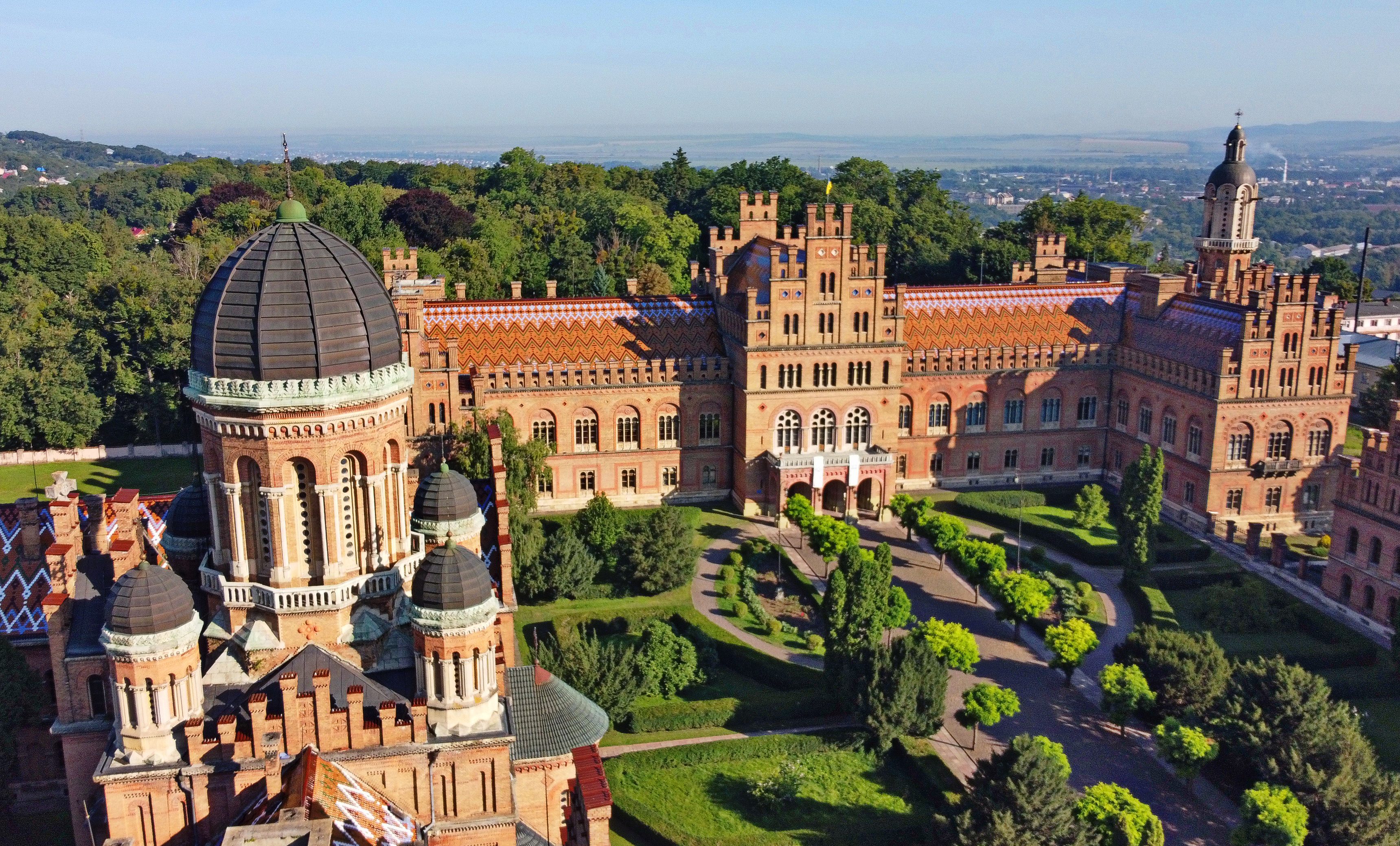
Резиденція митрополитів Буковини і Далмації, Чернівці

Сад бароко поширився на території України в XVII столітті, коли італійська та французька школи через посередництво Речі Посполитої, частиною якої були українські землі, сформували свої основні риси. Штучні насадження стали використовуватися з естетичною метою, перетворившись на парки. Одним із перших класичних взірців барокових тенденцій в Україні слугує Підгорецький парк на Львівщині, закладений у 1633 році коронним гетьманом Станіславом Конєцпольським побіля залишків фортифікаційного укріплення. Розташування біля фортифікацій стало характерною рисою українських парків. Монастирські сади надалі існували та виконувалися в бароковому стилі. Характерно, що барокові сади висаджувалися біля нових монастирів за межами міст, оскільки міські монастирі мали обмежену площу. Більшість із них було ліквідовано на Лівобережжі після 1786 року згідно з указом російської імператриці Катерини II. Поміщики та власники маєтків, які входили до Російської імперії, зберігали там барокові традиції.
Багато садів бароко за СРСР було переплановано чи вирубано з одного боку як частину боротьби проти всього «панського», з іншого — через запровадження податку на фруктові дерева.